# Phong trào Rael

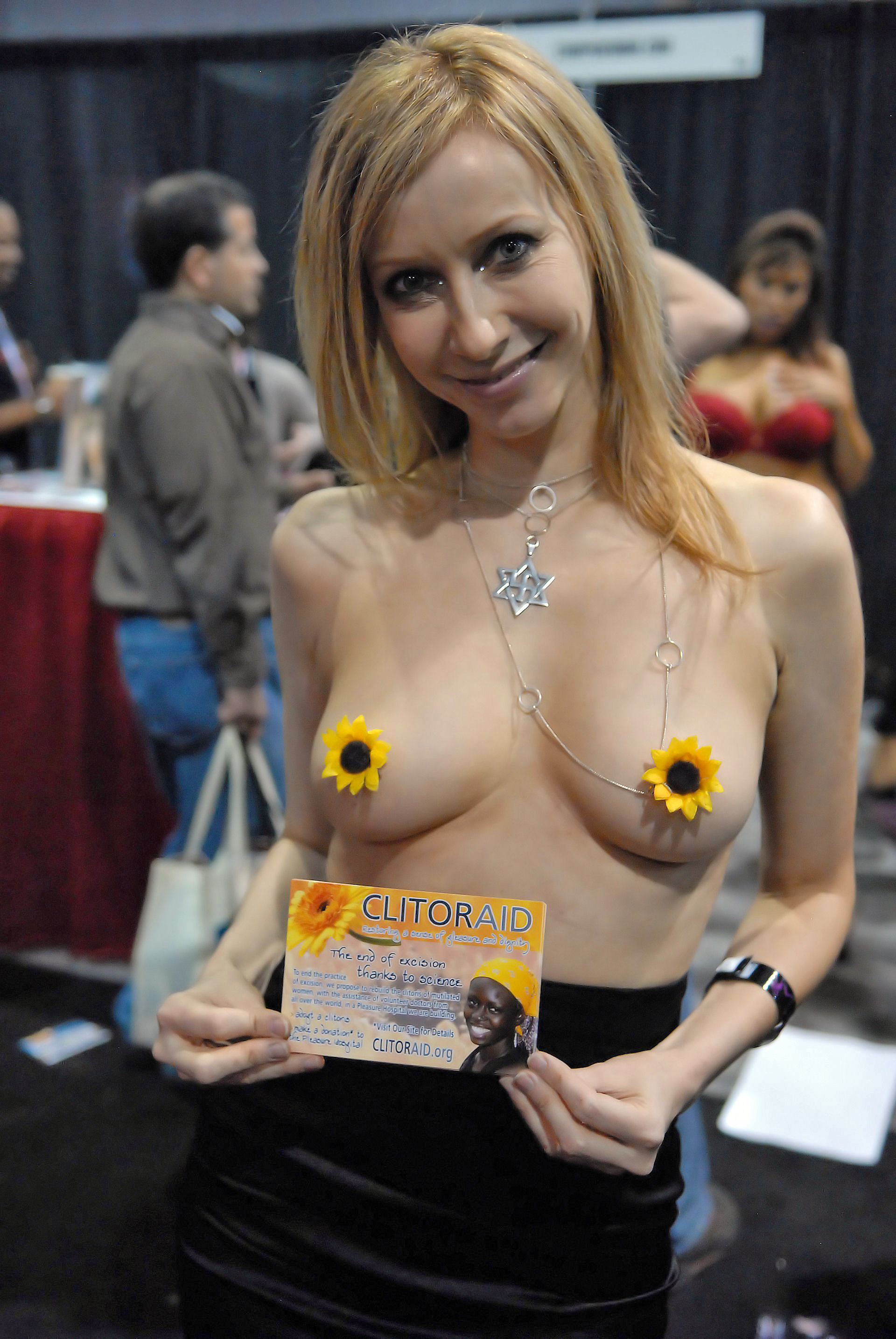
Một tín đồ giáo phái Rael

Phong trào Rael (Raëlism) hay Giáo phái Raelian (Raëlianism) là một tôn giáo UFO được Claude Vorilhon (hiện được gọi là Raël) thành lập vào những năm 1970 tại Pháp và có trụ sở chính tại Geneva thuộc Thụy Sĩ. Các học giả về tôn giáo phân loại giáo phái Raëlism là một phong trào tôn giáo mới. Nhóm này được chính thức hóa với tên gọi Phong trào Raëlian Quốc tế (IRM) hay Giáo hội Raëlian một tổ chức có thứ bậc dưới sự lãnh đạo của Raël có liên hệ với ARAMIS. Phong trào Raëlian quốc tế được mô tả là "tôn giáo UFO lớn nhất trên thế giới". Claude Vorilhon là một người Pháp vốn giáo chủ giáo phái Raelian tin rằng con người được tạo ra bởi người ngoài hành tinh từ hàng nghìn năm trước. Cuối năm 2002, giáo phái Raelian gây rúng động khi vị giáo chủ của giáo phái Raelian cùng Công ty Clonaid chuyên cung cấp dịch vụ sinh sản vô tính do ông ta sáng lập tuyên bố đã cho ra đời những đứa trẻ vô tính đầu tiên trên thế giới.

## Giáo lý
Giáo phái Raëlism dạy rằng một giống loài ngoài trái đất được gọi là Elohim đã tạo ra loài người bằng công nghệ tiên tiến của họ. Những tín đồ Raëlians tin rằng chính những người ngoài hành tinh có trình độ khoa học tiên tiến, được gọi là Elohim (đấng Chúa trời toàn năng), đã tạo ra sự sống trên Trái đất thông qua kỹ thuật di truyền và rằng sự kết hợp giữa nhân bản con người và "chuyển giao tâm trí" cuối cùng có thể mang lại sự sống đời đời. Giáo phái này dạy rằng khoảng 25.000 năm trước Elohim đã đến Trái đất và biến đổi nó để sự sống có thể phát triển, Elohim đã sử dụng công nghệ tiên tiến để thiết lập mọi sự sống trên hành tinh. Là một tôn giáo vô thần, người ta cho rằng Elohim trong lịch sử đã bị nhầm lẫn với các vị thần. Giáo phái này tuyên bố rằng trong suốt lịch sử, Elohim đã tạo ra 40 con lai Elohim/con người, những người đóng vai trò là nhà tiên tri chuẩn bị cho nhân loại những sứ điệp về nguồn gốc của người ngoài hành tinh. Trong số đó có Đức Phật, Chúa Giêsu và nhà tiên tri Muhammad, và nay là Raël (Claude Vorilhon) là nhà tiên tri thứ 40 và là nhà tiên tri cuối cùng do Elohim ban cho với nghĩa là Sứ điệp từ những người trên bầu trời. 
Những người theo giáo phái Raëlists tin rằng kể từ vụ đánh bom nguyên tử ở Hiroshima năm 1945, nhân loại đã bước vào Thời đại khải huyền, trong đó nhân loại tự đe dọa mình bằng sự hủy diệt hạt nhân. Giáo phái Raëlism cho rằng nhân loại phải tìm cách khai thác sự phát triển khoa học và công nghệ mới cho mục đích hòa bình và khi đạt được điều này, Elohim sẽ quay trở lại Trái đất để chia sẻ công nghệ của họ với nhân loại và thiết lập một điều không tưởng. Để đạt được mục tiêu này, người Raëlians đã tìm cách xây dựng một đại sứ quán cho Elohim, nơi có bãi đáp cho tàu vũ trụ của họ. Những tín đồ Raëlians tham gia thiền định hàng ngày, hy vọng vào sự bất tử về thể chất thông qua nhân bản con người và thúc đẩy một hệ thống đạo đức tự do với sự nhấn mạnh vào trải nghiệm tình dục. Năm 2003, Raël công khai nhận mình là Di Lặc là vị bồ tát tương lai được tiên tri của Phật giáo Đại thừa. Ông khẳng định rằng mình tiếp tục liên lạc bằng thần giao cách cảm với Elohim, nghe thấy giọng nói của Đức Giê-hô-va hướng dẫn ông đến với giáo phái Raëlian.

## Trong văn hóa
Cuốn tiểu thuyết đang bán chạy ở Pháp là quyển La possibilité d’une ile, tiếng Anh: The Possibility of an Island (tạm dịch: Một hòn đảo là điều có thể) của tác giả của nó là Michel Houellebecq, nhà văn gây tranh cãi ở Pháp hiện nay lấy bối cảnh là một giáo phái nhân bản giống với Raëlians trong thế giới thực. Theo nhà xuất bản Fayard - nơi in và phát hành cuốn sách vừa kể, trong năm ngày đầu đã bán được 210.000 quyển, một kỷ lục đáng nể cho một quyển tiểu thuyết Pháp. Không những thành công trong nước, cuốn tiểu thuyết đã được 15 nước khác mua bản quyền để dịch trước khi nó được xuất bản tại Pháp. Sách đã được phát hành tại Đức, Anh, Hà Lan, Tây Ban Nha, Ý và Mỹ vào ngày 31/8 vừa qua, tức cùng một ngày ở Paris. Cốt truyện cuốn Một hòn đảo là điều có thể gồm có hai phần. Phần một nói về cuộc đời của Daniel, một tác giả chuyên viết hài kịch, truyện cười giàu có và thành đạt đương đại. Phần hai thuộc lĩnh vực viễn tưởng là lời bình của Daniel 24 và Daniel 25 - bản sao thứ 24 và 25 của Daniel theo phương pháp sinh sản vô tính mấy ngàn năm sau về cuộc đời của ông tổ Daniel 1. 
Trong phần một, Daniel là một người khát khao hạnh phúc và bị ám ảnh bởi tình dục. Cả hai thứ này đều nằm ngoài tầm tay mặc dù anh cố đi tìm chúng. Người vợ thứ nhất, Isabelle là tổng biên tập một tạp chí dành cho con gái tuổi mới lớn vốn là một người phụ nữ coi chuyện ái ân là một bản năng thấp hèn, một cản ngại cho trí tuệ. Daniel ly dị, lấy Esther là một diễn viên điện ảnh Tây Ban Nha gợi cảm. Nhưng Esther cũng không phải là người trong mộng của Daniel vì cô coi chuyện ấy như một trò giải trí chứ không phải là bằng chứng của tình yêu. Ngày sinh nhật của Esther diễn ra một cuộc truy hoan tập thể và ai cũng thỏa mãn nhục dục trừ Daniel, 50 tuổi, vì anh là người duy nhất trên 25 tuổi. Esther tuyên bố chia tay với Daniel ngay sau đó. Chán đời, Daniel muốn tự tử nhưng ý chí đi tìm sự bất tử đã thắng. Daniel tìm đến giáo phái Elohim. Tất cả môn đồ của giáo phái này đều được bảo đảm tái sinh bất tận trong vòng 24 đến 48 giờ sau khi chết nhờ công nghệ sinh sản vô tính. Daniel 24 và Daniel 25 chính là kiếp sau của Daniel 1 nhờ công nghệ này hai ngàn năm sau. Trong thực tế, Elohim chính là giáo phái Raelian mà giáo chủ là Claude Vorilhon một người Pháp là bạn thân của chính tác giả. Giáo phái này từng là đề tài thời sự quốc tế vào cuối năm 2002 khi tuyên bố đã cho ra đời một đứa bé đầu tiên theo phương pháp sinh sản vô tính nhưng hư thực ra sao cho đến nay vẫn chưa ngã ngũ. 
Cách đây 10 năm Michel Houellebecq (tên thật là Michel Thomas) sinh năm 1958, tại đảo Réunion của Pháp vốn là một nhà văn vô danh và chỉ được để ý năm 1994 với tác phẩm Extension du domaine de la lutte (tạm dịch Phát triển phạm vi đấu tranh) sau khi gây ra một cuộc tranh luận sôi nổi trên văn đàn Pháp. Năm 1998, ông cho in cuốn Les particules élémentaires (Những hạt cơ bản). Quyển tiểu thuyết thứ ba có nhan đề Plateforme (từ này có rất nhiều nghĩa – mặt bằng, nền, sàn xe, cương lĩnh, một kiểu đặt tựa quen thuộc của tác giả) xuất bản năm 2001 nói về du lịch tình dục của Thái Lan và khủng bố Hồi giáo đã thực sự gây cơn sốt ở Pháp với mức tiêu thụ 350.000 quyển. Một hòn đảo là điều có thể là quyển tiểu thuyết thứ tư thu hút sự chú ý của các nhà phê bình và độc giả Pháp cách đây ba tháng bằng một phương thức tiếp thị độc đáo của nhà xuất bản Fayard là gửi truyện cho 15 nhà phê bình “phe ta” đọc trước để viết bài ca tụng, thống lĩnh trận địa phê bình văn học Pháp. Tất cả những tác phẩm của Michel Houellebecq đều được xếp vào thể loại tiểu thuyết luận đề. Những chủ đề quen thuộc của nhà văn này là người nhập cư, đạo Hồi, quan hệ nam nữ, vị trí của người cao tuổi trong xã hội, nỗi cô đơn, sinh sản vô tính toàn những vấn đề nhạy cảm của xã hội phương Tây và Các nhà phê bình văn học Pháp vẫn đang cãi nhau về hiện tượng Houellebecq.